# Ján Trebatický
Ján Trebatický (* 30. června 1961) je bývalý slovenský fotbalista, útočník.

## Fotbalová kariéra
Hrál za Spartak Trnava. V československé lize nastoupil v 6 utkáních.

## Ligová bilance
| Ročník                                   | Zápasy | Góly | Klub           |
| ---------------------------------------- | ------ | ---- | -------------- |
| 1. československá fotbalová liga 1982/83 | 5      | 0    | Spartak Trnava |
| 1. československá fotbalová liga 1983/84 | 1      | 0    | Spartak Trnava |
| CELKEM                                   | 6      | 0    |                |